# 科托河
4°13′53″N 22°02′16″E / 4.2314°N 22.0378°E
科托河（法語：Kotto），是中非共和國的河流，屬於烏班吉河的支流，河道全長882公里，流域面積78,400平方公里，發源自安德烈費利克斯國家公園東南面約30公里，河畔城鎮有布里亞。